# Bitva na Sungari
Bitva na Sungari v dnech 6. – 8. června 1654 proběhla mezi oddílem ruských kozáků pod vedením Onufrije Stěpanova a čchingským vojskem v čele s velitelem Ningguty Šarhudou. Bitvu vyhráli Čchingové a zastavili tak ruské pronikání do jižního Poamuří.

## Před bojem
Po vítězství kozáků oddílu Jerofeje Chabarova nad čchingským vojskem v bitvě u Ačanského ostrohu v březnu 1652 převzal velení nad čchingskou posádkou v Ningutě – nejbližší mandžuské pevnosti – zkušený vojevůdce Šarhuda. Ten se vyhýbal okamžitému opětovnému střetu s Rusy, nejdříve se je snažil zbavit zdrojů potravin a proto zemědělské kmeny Daurů a Ďučerů přesídlil z Amuru na jih, na Non a horní tok Sungari.
Rusové na Amuru brzy pocítili nedostatek potravin, které dosud silou vymáhali od domorodých zemědělců. Na podzim 1653 Chabarovův nástupce Onufrij Stěpanov proto vyvedl své vojsko na Sungari, kde vybral potraviny u místních Ďučerů, načež se k přezimování vrátil na dolní tok Amuru.
K zabránění novému pochodu Rusů na Sungari nechal Šarhuda asi 100 km od jejího ústí do Amuru (v oblasti nynější vesnice Wan-li-chuo-ton v městském okresu Fu-ťin) postavit opevnění tvořené valy a hatěmi. Rozšiřoval své vojsko, do něhož nabíral Daury a Ďučery. Kromě toho si čchingská vláda vyžádala posily z Koreje. Bylo jich 100 vojáků vyzbrojených mušketami a pomocný personál, celkem 150 lidí. Korejci měli vyrovnat ruskou převahu ve střelných zbraních, kterých měl Šarhuda k dispozici jen málo. V jeho říční flotile bylo jen 20 větších lodí, schopných převézt maximálně po 17 lidech, ostatek mandžuských lodí tvořily jen malé čluny z březové kůry pro 4–5 lidí.
Koncem května 1654 Onufrij Stěpanov se souhlasem rady kozáků znovu vyvedl svůj oddíl na Sungari. Kozáci pluli několik dní pod plachtami na 26 lehkých strugách a 13 dočšanikách, dokud 6. června nespatřili nepřátele.

## Bitva
Šarhuda rozmístil své vojsko do připravených opevnění, část pěchoty zůstala na lodích; když se objevila ruská flotila, mandžuské vojsko na ni zahájilo palbu z pobřežních postavení: 
| „ | A stříleli bogdojští lidé ve velkém boji, z děl a píšťal, a stříleli z těch děl po našich lodích, a bojovali zpoza hatí a valů zemních. «И билися те богдойские люди из большево бою, из пушек и пищалей, а били оне из тех пушек по нашим судам, а дралися оне из-за туров и из-за увалов земляных». | “ |

Kozáci s převahou větších lodí vyhráli boj na řece, vylodili se na břehu a s podporou svých tří děl zaútočili na pobřežní opevnění, ale narazili na silný odpor, v němž významnou roli měla silná střelba korejských mušketýrů. Po neúspěchu útoku na opevnění se Rusové stáhli na lodě a ustoupili. V hlášení carovi svou porážku omlouvali nedostatkem střeliva. Šarhuda je poté pronásledoval dva dny, až k ústí Sungari do Amuru.

## Následky bitvy
Třebaže ve své zprávě o bitvě Stěpanov zdůrazňoval vítězství ruských lodí nad nepřátelskou flotilou, celkově v boji Rusové prohráli. Ztratili přístup na Sungari, čímž se ocitli v těžké situaci, pod tlakem stále hrozícího hladu z nedostatku potravin, což sami ve zprávě carovi zhodnotili slovy:
| „ | Ze Šingaly nás, sluhů tvých, bogdojští vojenští lidé vyhnali a obilí nedali. A my, sluhové tví, šli z ústí Šingaly vzhůru po Amuru a měli velikou nouzi bez obilí a propříště my, sluhové tví, nevíme, kde se uživit. «Из Шингалу нас, холопей твоих, богдойские воинские люди выгнали и хлеба не дали. И мы, холопи твои, пошли с усть Шингалу вверх по Амуру и приимали великую нужу без хлеба, и впредь мы, холопи твои, прокормитца не ведаем где» | “ |

Na zbytek roku 1654 se Rusové stáhli na Amur, a koncem podzimu si na jeho středním toku u ústí Kumary vystavěli silně opevněný ostroh, Kumarsk, v němž přečkali zimu. Na jaře je v něm oblehla čchingská armáda pod vedením Mingandaliho, avšak neúspěšně.